# كيلا برات
كيلا برات (بالإنجليزية: Kyla Pratt)‏ هي موسيقية وممثلة أمريكية، ولدت في 16 سبتمبر 1986 بلوس أنجلوس في الولايات المتحدة.

## أعمال

### أفلام
- (2009) فندق للكلاب[4][5]

### مسلسلات
- فيرونيكا مارس

## وصلات خارجية
- كيلا برات على موقع IMDb (الإنجليزية)
- كيلا برات على موقع ألو سيني (الفرنسية)
- كيلا برات على موقع ميوزك برينز (الإنجليزية)
- كيلا برات على موقع أول موفي (الإنجليزية)
- كيلا برات على موقع قاعدة بيانات الأفلام السويدية (السويدية)
- كيلا برات على موقع إن إن دي بي (الإنجليزية)
- كيلا برات على موقع ديسكوغز (الإنجليزية)
- كيلا برات على موقع قاعدة بيانات الفيلم (الإنجليزية)
- كيلا برات على موقع كينوبويسك (الروسية)